# Hugo Bigi
Hugo Bigi Senior (* 16. August 1926 in Wangen SZ; † 8. April 2010 in Lachen SZ) war ein Schweizer Akkordeonist und Komponist aus dem Bezirk March im Kanton Schwyz.

## Leben
Der Sohn eines Maurers, der 1911 von Italien in die Schweiz eingewandert war, brachte sich im Kindergartenalter das Schwyzerörgelispiel selbst bei und nahm später Akkordeonunterricht. 1928–1949 interpretierte er Tanzmusik mit seinem eigenen Trio «The Original Hugues» (Hugues=Hugo) mit der Besetzung Akkordeon/Klavier/Schlagzeug. 1947/49 spielte er Akkordeon in der Kapelle Martin Beeler.
1949 kam es zur Gründung der «Ländlerkapelle Hugo Bigi», die in der weitverbreiteten Besetzung Klarinette oder Saxophon/Akkordeon/Klavier/Bassgeige im konzertanten Innerschweizerstil spielte. 
Bigi war vor seiner Pensionierung in einer Möbelfirma angestellt und betätigte sich nebenbei als Musiklehrer.
Sein gleichnamiger Sohn Hugo ist Moderator, Kommunikationswissenschaftler und Dozent. Er ist Sänger und Bandleader der Band «Groove this».